# Jean-Michel Henry
Pour les articles homonymes, voir Henry.
Jean-Michel Henry, né le 14 décembre 1963 à Marseille, est un ancien escrimeur français. Membre de l'équipe de France d'épée, il fut à plusieurs reprises médaillé lors des Jeux olympiques et des Championnats du monde.

## Biographie
Jean-Michel Henry est le mari de Sylvie Constanciel, championne de France juniors de basket-ball avec le Stade français en 1983-1984, et le père de Thomas Henry, footballeur professionnel.

## Palmarès

### Jeux olympiques
- Médaille d'or en épée par équipe aux Jeux olympiques d'été de 1988 à Séoul aux côtés de Olivier Lenglet, Frédéric Delpla, Philippe Riboud et Éric Srecki
- Médaille d'argent en épée par équipe aux Jeux olympiques d'été de 1984 à Los Angeles aux côtés de Philippe Boisse, Olivier Lenglet, Philippe Riboud et Michel Salesse.
- Médaille de bronze en épée individuel aux Jeux olympiques d'été de 1992 à Barcelone.
- Médaille de bronze en épée par équipe aux Jeux olympiques d'été de 1996 à Atlanta aux côtés de Robert Leroux et Éric Srecki. Classement Epreuve Epée Individuelle 6e.

### Championnats du monde
- Médaille d'or en épée par équipe en 1982 (Rome), 1983 (Vienne) et 1994 (Athènes).
- Médaille d'argent en épée par équipe en 1990 (Lyon), 1991 (Budapest), 1993 (Essen), 1995 (La Haye).
- Médaille de bronze en épée individuel en 1994 (Athènes).
- Médaille de bronze en épée par équipe en 1987 (Lausanne).

### Championnats du monde junior
- Médaille d'argent en épée individuel en 1982 (Buenos Aires)

### Autres
- 5 victoires en Coupe du monde Legnano (1985-1993) ; Montréal (1991) ; Melbourne (1991) ; Berne (1994).
- Masters : vainqueur aux Masters de Nîmes (1990) et de Paris (1993)